# Neuendorf-Sachsenbande
Neuendorf-Sachsenbande är en kommun i Kreis Steinburg i förbundslandet Schleswig-Holstein i Tyskland. Kommunen bildades 1 januari 2003 när de tidigare kommunerna Neuendorf bei Wilster och Sachsenbande uppgick i Bredensee. Namnet ändrades till det nuvarande 15 april 2003.
Kommunen ingår i kommunalförbundet Amt Wilstermarsch tillsammans med ytterligare 13 kommuner.